# How to Be Dead
How to Be Dead is een nummer van de alternatieve rock- en indierockband Snow Patrol. Het werd uitgebracht als de vijfde en laatste single van het derde studioalbum Final Straw uit 2003.

## Achtergrondinformatie
Het nummer heeft een traag tempo waarin er in de eerste persoon tegen een derde wordt gesproken. Dit wordt ondersteund door een ritmsich bas- en drumspel met af en toe guitarpicking. Er volgt een break met ritmisch gitaarspel en de vocalen van Lightbody en twee maten later start het tweede couplet. Na de tweede break volgt een instrumentaal indiegedeelte waarna de ritmische gitaarspel en enkele achtergrondgeluiden te horen zijn, naast de vocalen die het nummer afsluiten. Deze single bevat geen refreinen.
Het nummer staat op de soundtrack van American Pie Presents: Band Camp en Wicker Park.

## Tracklist

### Cd-single
1. "How to Be Dead (CLA Mix)" — 03:23
2. "You Are My Joy (Live at Somerset House)" — 03:20
3. "Chocolate (Grand National Mix)" — 04:58

### Duitse 3" CD
1. "How to Be Dead (CLA Mix)" — 03:23
2. "You Are My Joy (Live at Somerset House)" — 03:20

### 7"-Single
1. "How to Be Dead (CLA Mix)" - 3:23
2. "You Are My Joy (Live at Somerset House)" — 03:20

### Promo-CD
1. "How to Be Dead (CLA Edited Mix)" — 03:12

## Medewerkers

### How to Be Dead
- Schrijver: Gary Lightbody
- Muziek: Connolly, Lightbody, McClelland, Quinn
- Producer: Jacknife Lee
- Engineer: Dan Swift, Jeff McLaughlin
- Mixer: Chris Lord-Alge

### You Are My Joy
- Schrijver: Gary Lightbody
- Muziek: Lightbody, The Reindeer Section
- Mixer: Matt Lawrence, Iain Gore, Rohan Onraet